# Jardin des Cinq sens
Un Jardin des Cinq sens est un concept de jardin où plantes et fleurs sollicitent les sens de la vue, du toucher, du goût et de l’odorat tandis que l'ouïe est sollicitée par le bruissement de l'eau et le chant des oiseaux.

## Liste de jardins
- Jardin des Cinq sens à Capdenac (Lot)[1]
- Jardin des Cinq sens à Élancourt (Yvelines)
- Jardin des Cinq sens à Metz (Moselle)[2]
- Jardin des Cinq sens de la ferme pédagogique Les Noues de Puyjean à Moncoutant (Deux-Sèvres)[3]
- Jardin des Cinq sens à Montjean (Charente)[4]
- Jardin des Cinq sens à Nantes (Loire-Atlantique)[5]
- Jardin des Sens à Nexon (Haute-Vienne) où l'ouïe est sollicitée avec le bruit de l'air dans un labyrinthe de bambous[6]
- Jardin des Cinq sens à Pontoise (Val-d'Oise) spécialement conçu pour accueillir les malvoyants avec un étiquetage en braille[7]
- Jardin des Cinq sens à La Roquebrussanne (Var)[8]
- Jardin des Cinq sens à Saasenheim (Bas-Rhin)[9]
- Jardin des Cinq sens à Saint-Juire-Champgillon (Vendée)[10]
- Jardin des Cinq sens et des Formes premières à Saint-Marc-Jaumegarde (Bouches-du-Rhône)[11]classé Jardin remarquable par le Ministère de la culture et de la communication.
- Jardin des Cinq Sens à Yvoire (Haute-Savoie), classé jardin remarquable

## Images

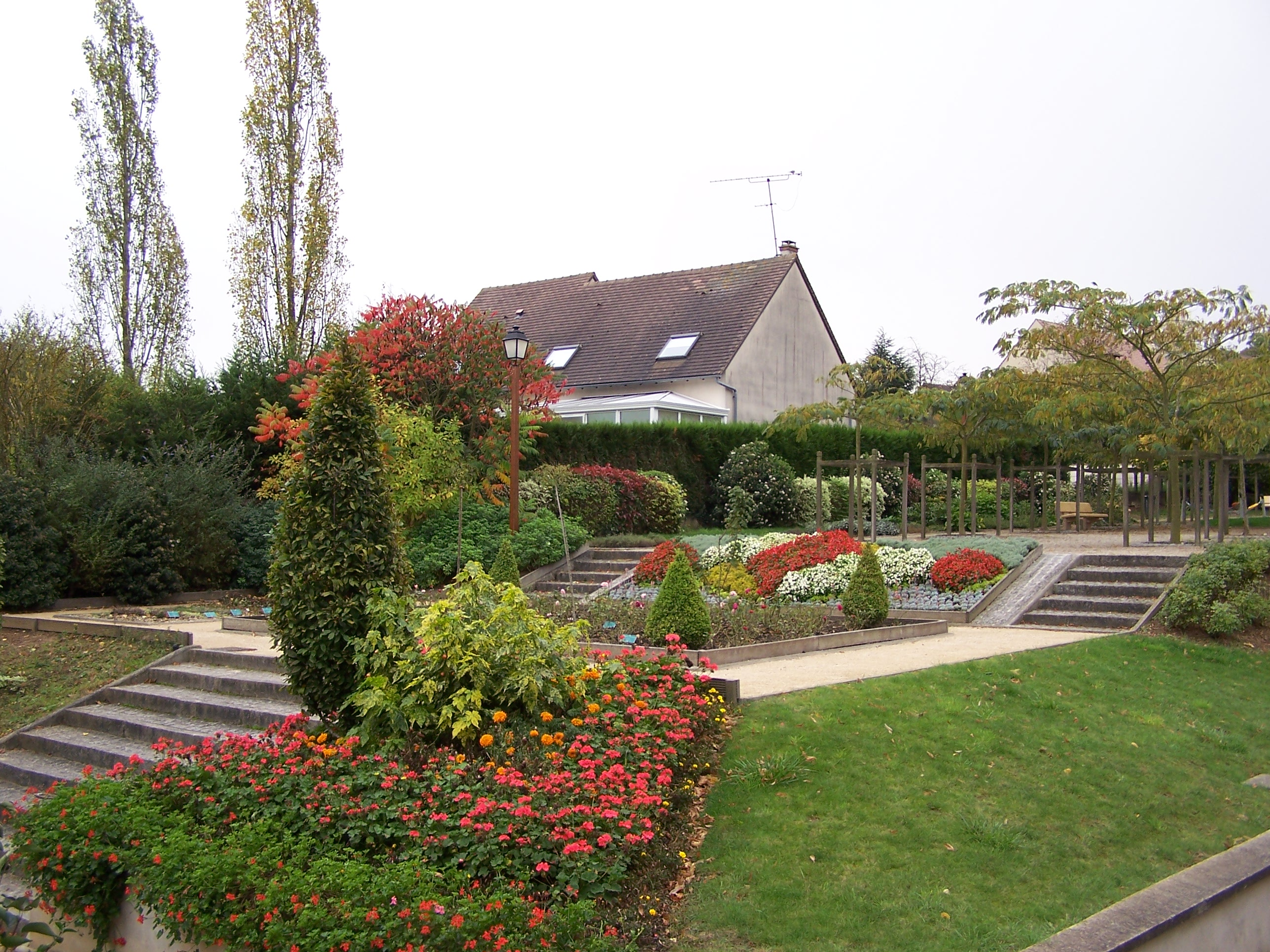
Jardin d'Élancourt
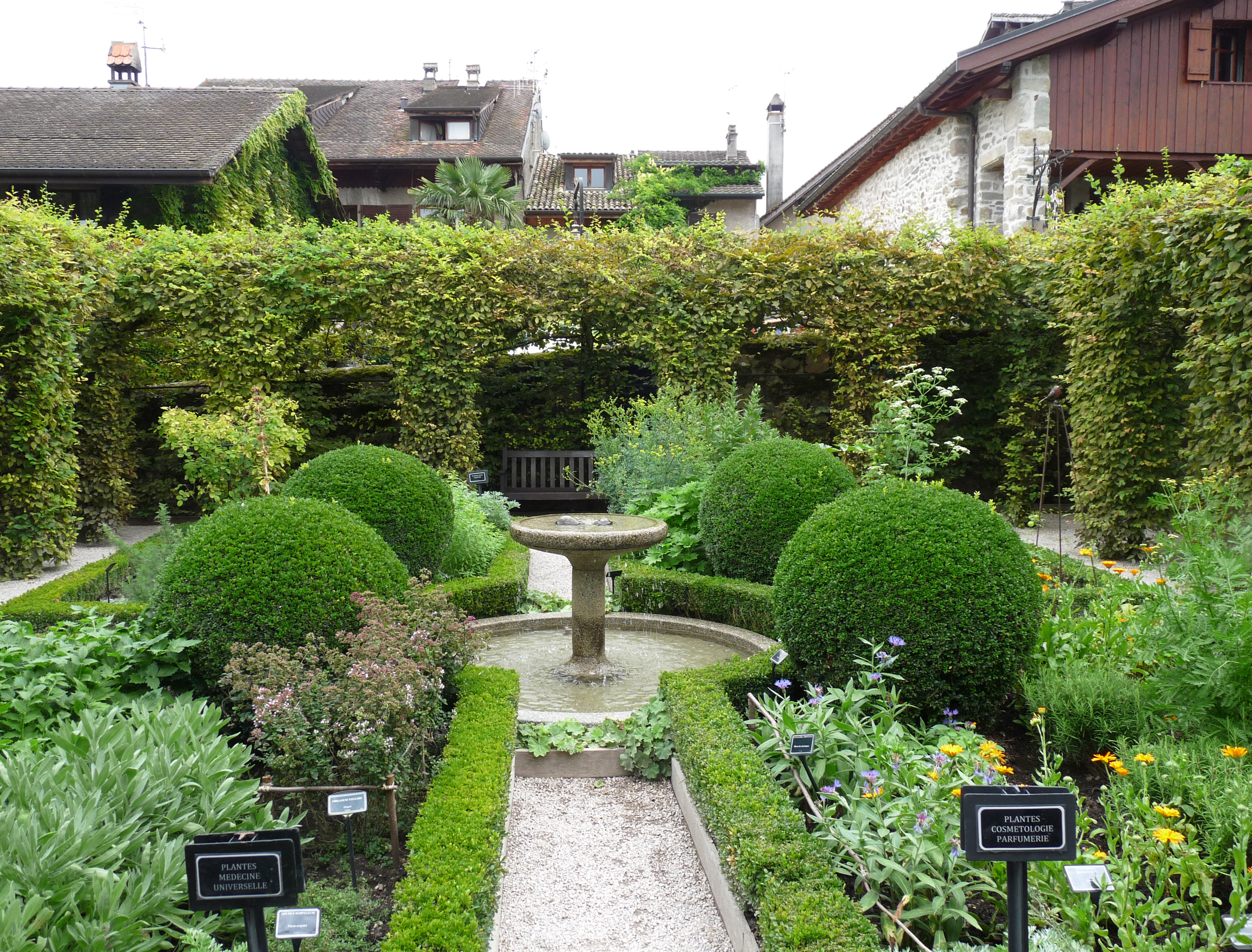
Jardin d'Yvoire